# Андреј Ђина
Андреј Ђина (чеш. Andrej Giňa; Шаришке Соколовце, 1. јануар 1936 — Рокицани, 30. септембар 2015) је био један од првих чехословачких писаца ромског порекла. Специјализовао се за транскрипцију традиционалних ромских прича које су се преносиле усменим путем.

## Биографија
Рођен је 1. јануара 1936. у Шаришки Соколовци у породици у којој је музика била главна карактеристика живота. Његов отац је био самоук ковач и музичар. Након кратког боравка у Прагу, Ђина се настанио у Рокицанима, где је завршио основну школу и стекао диплому стручне школе као сертификовани топионичар. Обучавао се за наставника путем учења на даљину, али је морао да одустане од тих студија ради служења војног рока. Након повратка је радио у локалној ливници Жампирка, прво као оснивач, а касније као возач. Његово дело су 1960-их одбили за објављивање, тако да је 1969—1973. радио за Svaz Cikánů Romů где је проширио свој активизам и вештине писања. Године 1989. се придружио ромској грађанској иницијативи где се залагао за права Рома у Чехословачкој и основао је породични бизнис који је испоручивао кромпир, лук и традиционалну ромску посластицу goja у ромска насеља широм земље. Био је гитариста и басиста музичких бендова, основао је сопствени 1980-их Rytmus 84 који је отворио пут другим ром-поп уметницима. Издали су неколико песама пре распада и остали су укорењени део ромске музике до данас. Током 1990-их и 2000-их је путовао широм земље у свом комбију посматрајући своје суграђане Роме и писао је приче и колумне о погоршању стања ромских заједница. Научници су хвалили његова дела у средњој Европи као кључне аспекте ромске књижевности. Писао је на ромском језику којим су говориле генерације његових предака из руралних ромских насеља источне Словачке. Најпознатије дело му је Dilino a čert, на основу којег је снимљен филм. Остала дела су му Bijav: romane priphende = Svatba: romské povídky 1991. и Paťiv: ještě víme, co je úcta: vyprávění, úvahy, pohádky 2013. Године 2003. је добио Ромску књижевну награду Института за отворено друштво. Преминуо је 30. септембра 2015. од карцинома. Његовој сахрани су присуствовале бројне присталице и колеге активисти.